# Das Findelkind (Film)
Das Findelkind ist ein Film aus dem Jahr 2000. Der Film basiert auf dem Roman Sans famille (deutscher Titel: Heimatlos) von Hector Malot.

## Handlung
Bei Malot wird der Junge Remi entführt und von seinen Adoptiveltern aus Not an einen Wandermusiker verkauft. Mit ihm, seinen drei Hunden und einem Affen zieht der Junge übers Land. In einem bewegenden Kapitel wird Wandermusiker Vitalis von einer schönen Dame als einstiger Opernstar Vitalo Pedrotti erkannt. Währenddessen stirbt in seinem Bettchen der kleine Affe Joli Coeur. Als Remi der gehbehinderten Gräfin Johanna begegnet, ahnt er nicht, dass sie seine wahre Mutter ist. Deren Bruder Georg hatte Remi einst entführen lassen und will das Kind nun töten, um sich sein Erbe zu sichern.

## Hintergründe
Die deutsche Erstausstrahlung fand Weihnachten 2004 in der ARD statt. Die 130-minütige deutsche Fassung ist um etwa 50 Minuten gekürzt, so dass einige Logiklöcher entstehen. Anders als im Original nimmt die von Veronica Ferres gespielte Figur Johanna von Strauberg hier eine zentrale Hauptrolle ein. Der Film erschien im März 2010 auf DVD.

## Kritik
„Spannender Historienfilm nach dem Romanklassiker von Hector Malot für die ganze Familie.“